# Cap San Juan de Salvamento
Le cap San Juan del Salvamento (en espagnol : cabo San Juan del Salvamento), ou cap San Juan, est un promontoire rocheux situé à l’extrémité orientale de la péninsule Aguirre sur l'île des Etats, à l'ouest de la grande île de la Terre de Feu, dans la région australe de l'Argentine. Le cap s'enfonce dans la mer d'Argentine, dans l'océan Atlantique. Administrativement, le cap est situé dans le département d'Ushuaïa, dans la province de Terre de Feu, Antarctique et Îles de l’Atlantique Sud, au sud de la Patagonie argentine. Le célèbre phare du bout du monde (nommé officiellement phare de San Juan de Salvamento) construit en 1884, ce qui en fait le plus ancien phare d'Argentine, est situé sur le cap.

## Histoire
Le cap est baptisé « cap Saint Jean » le 29 janvier 1706, par Jean de Noailles, seigneur de Parc, capitaine du navire corsaire Sage-Salomon, du port breton de Saint-Malo. Le « de Salvamento » est rajouté par le commodore Augusto Lasserre — à la tête de la División Expedicionaria del Atlántico Sur — en avril 1884, pendant la construction du phare, afin de préciser sa finalité (i.e. sauver des vies). Le nom de San Juan de Salvamento s'est par la suite étendu au cap et au petit port qui est construit dans une baie contigüe.
En raison de l'importance historique du lieu et étant nécessaire de préserver sa mémoire, le décret 64/99 du 3 février 1999 classe les emplacements où ont été situés le phare comme Lugares Históricos Nacionales (lieux historiques nationaux) ainsi que le port de San Juan de Salvamento,.
Ce cap est le point, situé en Argentine, le plus proche des îles Malouines (situées à 356,4 km), administrées par le Royaume-Uni, mais que l'Argentine considère comme étant rattachées à la province de Terre de Feu